# Casa Batlló
Casa Batlló, gelegen aan de Passeig de Gràcia in Barcelona is een Spaans gebouw van de modernistische architect Antoni Gaudí. Het is gebouwd in 1877. Het pand werd door hem verbouwd tussen 1904 en 1906 voor de textielmagnaat Josep Batlló i Casanovas.

## Gebouw
Net als bij het even verderop aan dezelfde straat gelegen Casa Milà is hier niets hoekig: alles is golvend en afgerond net als de golven van de zee. De voorgevel is bedekt met mozaïek die doet denken aan de schubben van een draak. Het interieur van het huis bevat een lichtkoker die bezet is met tegels en blauw keramiek. De zuilen op de gelijkvloerse verdieping lijken wel de poten van dinosaurussen en het golvende dak van mozaïek de ruggengraat van een enorm monster. De balkons lijken enorme kaken van zeedieren, die als het ware uit de zee ontspringen. Het centrale thema is van de drakendoder Sint-Joris.
Sinds 1995 is Casa Batlló het eigendom van de familie Bernat. In 2003 heeft de familie het pand, wegens bedrijfsverliezen, met een hypotheek moeten belasten. De geschatte waarde van dit pand bedraagt zo'n 70 miljoen euro.

## Afbeeldingen

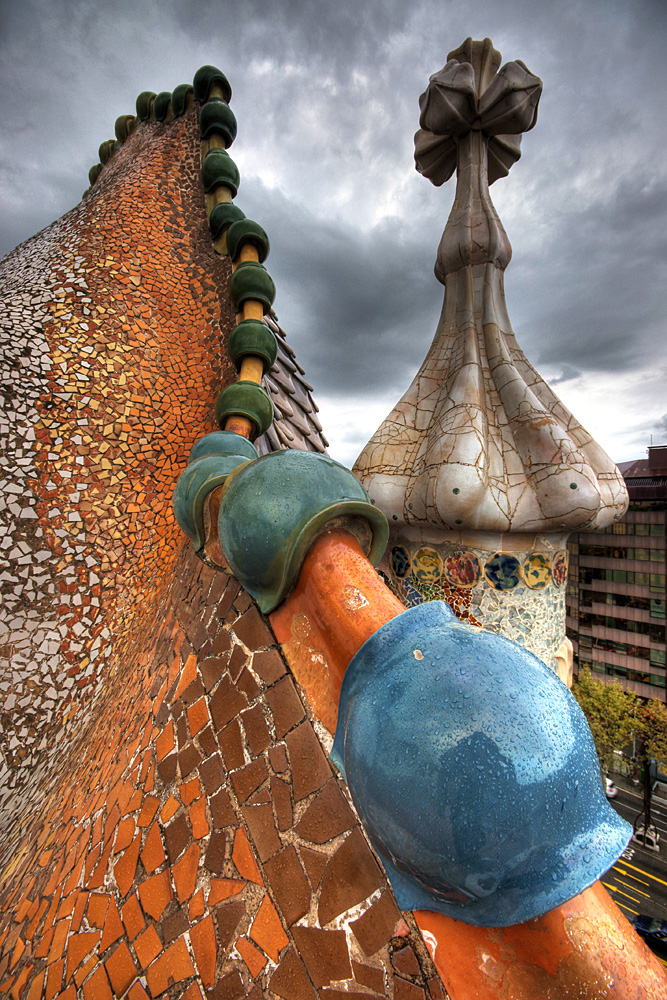
Het dak
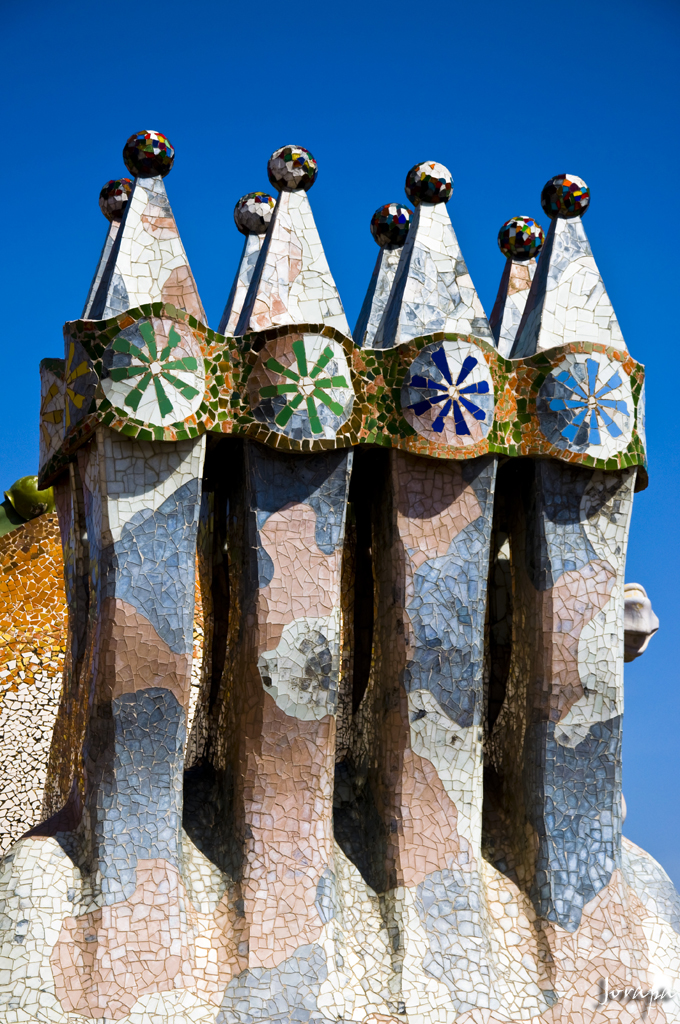
Fantasievolle schoorstenen aan het terras op het dak